# Alapítói hatás (szociológia)
Az emberiség történelme a folyamatos differenciálódás története is. Az újabb és újabb mesterségek, emberi tevékenységek részben különböző társadalmi rétegeket hoznak létre. Ez egyben folyamatosan változó és gyarapodó intézményrendszert is létrehoz. A mondás szerint az egyszer már megvalósult formák ismételt megvalósulásra törekszenek. Ez a közkeletű megfigyelés az élet, a politika és a gazdaság egyértelmű jelenségét rögzíti csupán. Az a forma, amit egyszer már létrehoztak, újabb befektetés nélkül ismételten létrehozható. 
A szerző, vagy a szerzőre történeti okból hivatkozni akaró érdekelt a reprodukcióban. A megvalósult forma egyben „formatervezett” is. Hiszen a legegyszerűbb kosárformát is az elkészítő falusi közösség, mesterember folyamatos, sokszor évezredes  tapasztalata csiszolja. A megvalósult forma a felhasználhatóság biztonságát is nyújtja. (Egy repülőgéptípus első variációja sokszor annyiba kerül mint a további variációk).

## Az alapítói hatás formája
Az alapítói hatás a forma léthozás pillanatán túlmutató utóhatása. A posztmodern kor az intézmények és a polgár egyéni szuverenitásának (Lord Rees-Mogg) kora is. Az alapító hatás jelentőségét a demokratikus döntéshozatal feltételei között szükséges lenne vizsgálni. Egy politikai intézményt adott esetben külpolitikai nyomás, a pártok között erőviszony pillanatnyi alakulása, gazdasági kényszer stb. miatt sebtében létre kell hozni. A már létrehozott intézmény megváltoztatása vagy megszüntetése ugyanakkor sokszor a lehetetlenséggel határos az alapítói hatások miatt. 

## Példa
Plasztikusan vizsgálható az alapítói hatás egy társasház példáján is. A társasház alapító okirata, egyéb szabályzatai, a közös területek használata, a közösség által kiadott engedélyek stb. mind az alapító hatást tükrözik abban az esetben, ha valaki megváltoztatásukra gondolna. Az alapítói hatás jelenségének vizsgálata hozzájárulhat a társadalom politikai, gazdasági stb. alrendszerei mikroszintje működésének teljesebb megértéséhez.